# Manfred Stengl
 Manfred Stengl (Salzburg, 1 april 1946 - Douglas, 6 juni 1992) was een Oostenrijks rodelaar en motorcoureur. 
Stengl won op zeventienjarige leeftijd samen met Josef Feistmantl de olympische titel in eigen land in het dubbel bij het rodelen.
In 1975 won Stengl als piloot van de viermansbob de bronzen medaille tijdens de wereldkampioenschappen. 
Op latere leeftijd was Stengl een enthousiast motorcoureur, met name liefhebber van de Tourist Trophy van Man. Die wordt verreden op de 60km-lange Snaefell Mountain Course, een stratencircuit dat als een van de gevaarlijkste ter wereld wordt beschouwd. De gevaren schuilen in slechte wegen, trottoirbanden, bomen, muren en afzettingen van weiden en velden. Maar vooral de lengte van 60 kilometer maakt het moeilijk om het circuit goed te leren kennen. Stengl startte er in 1984 voor het eerst in de Production 751-1500 cc TT met een Honda CB 900 F. Hij werd 17e, een resultaat dat hij nooit meer evenaarde. Maar hij kwam in de jaren daarna dan ook uit in de meer professionele klassen met echte racemotoren, zoals de Formula One TT en de Senior TT.

## Overlijden
Tijdens de vijfde ronde van de Formula One TT van 1992 craschte hij met een Suzuki GSX- 750 R bij de 33e mijlpaal van de Mountain Course. Reddingswerkers waren er snel en vonden hem bij bewustzijn. Hij werd per helikopter naar Noble's Hospital in Douglas gebracht waar hij werd geopereerd, maar hij overleed in de avonduren.

## Resultaten

### Wereldkampioenschappen bobsleeën
| Jaar | Plaats   | Resultaat   |
| ---- | -------- | ----------- |
| 1975 | Cervinia | viermansbob |

### Olympische Winterspelen rodelen
| Jaar | Plaats    | Resultaat |
| ---- | --------- | --------- |
| 1964 | Innsbruck | dubbel    |

### Isle of Man TT

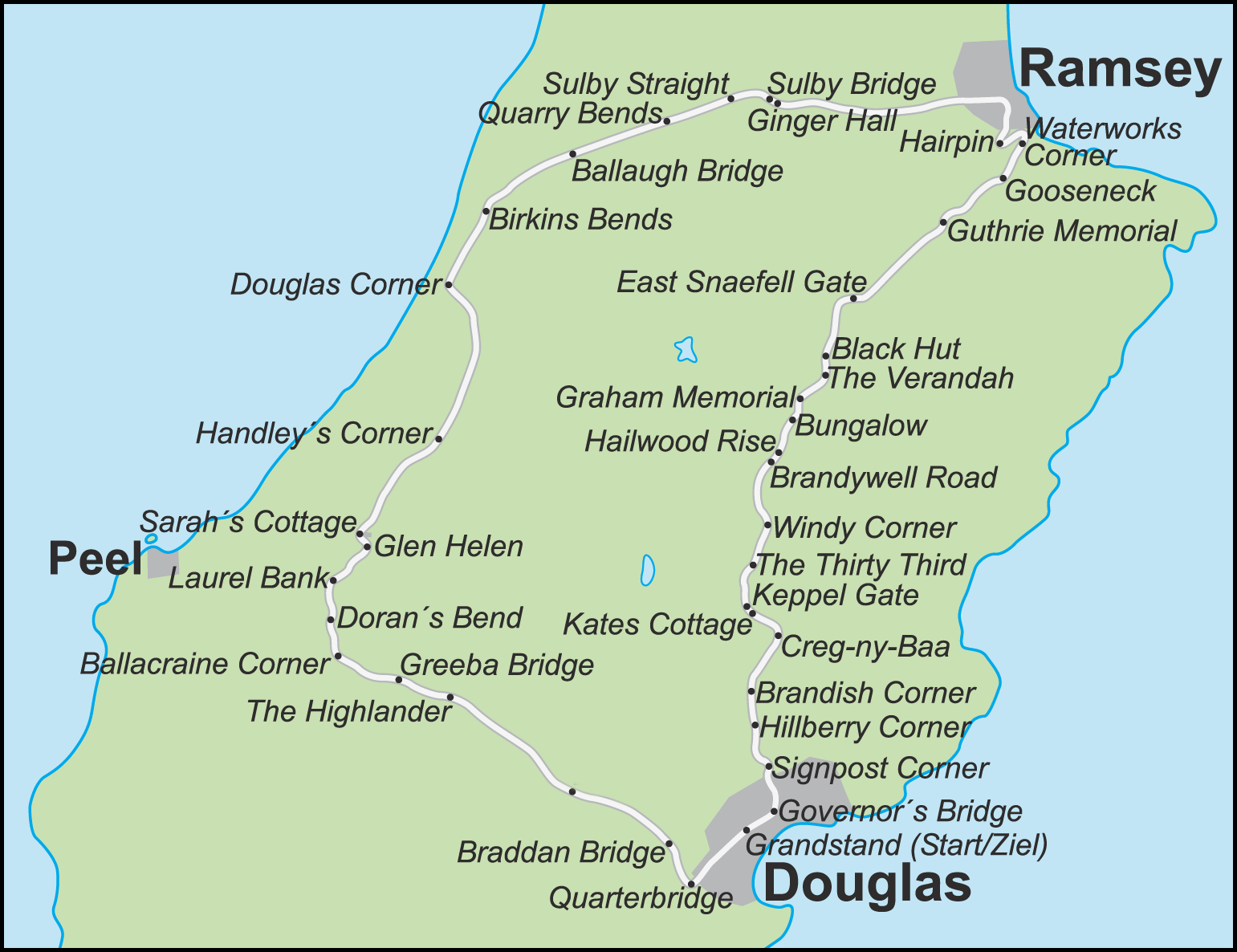
De 33e mijlpaal (Thirty-Third) waar Manfred Stengl verongelukte ligt aan de oostkant van de Snaefell Mountain Course, een open, heuvelachtig gedeelte dat bloot staat aan weer en vooral wind.

| Jaar | Klasse                    | Team  | Motorfiets       | Plaats  |                                      | Winnaar |
| ---- | ------------------------- | ----- | ---------------- | ------- | ------------------------------------ | ------- |
| 1984 | Production 751-1500 cc TT | Privé | Honda            | 17e     | Geoff Johnson, Kawasaki              |         |
| 1984 | Classic TT                | Privé | Dixon-Suzuki     | DNF     | Rob McElnea, Heron-Suzuki            |         |
| 1986 | Senior TT                 | Privé | Suzuki           | DNF     | Roger Burnett, Rothmans-HRC-Honda-UK |         |
| 1986 | Formula One TT            | Privé | Yoshimura-Suzuki | 69e     | Joey Dunlop, Rothmans-HRC-Honda-UK   |         |
| 1987 | Senior TT                 | Privé | Suzuki           | 45e     | Joey Dunlop, Shell-Gemini-Honda      |         |
| 1987 | Formula One TT            | Privé | Suzuki           | DNF     | Joey Dunlop, Rothmans-HRC-Honda-UK   |         |
| 1988 | Senior TT                 | Privé | Suzuki           | 53e     | Joey Dunlop, Shell-Gemini-Honda      |         |
| 1988 | Formula One TT            | Privé | Suzuki           | 44e     | Joey Dunlop, Shell-Gemini-Honda      |         |
| 1989 | Formula One TT            | Privé | Suzuki           | 37e     | Steve Hislop, HRC-Honda              |         |
| 1989 | Senior TT                 | Privé | Suzuki           | DNF     | Steve Hislop, HRC-Honda              |         |
| 1989 | Supersport 600 TT         | Privé | Suzuki           | 40e     | Steve Hislop, HRC-Honda              |         |
| 1990 | Formula One TT            | Privé | Suzuki           | 34e     | Carl Fogarty, Silkolene-Honda        |         |
| 1990 | Supersport 400 TT         | Privé | Honda            | 24e     | Dave Leach, Yamaha                   |         |
| 1991 | Supersport 400 TT         | Privé | Honda            | 27e     | Dave Leach, Yamaha                   |         |
| 1992 | Formula One TT            | Privé | Suzuki           | DNF (†) | Philip McCallen, Honda               |         |

1964: Josef Feistmantl / Manfred Stengl ·
1968: Klaus-Michael Bonsack / Thomas Köhler ·
1972: Paul Hildgartner / Walter Plaikner & Horst Hörnlein / Reinhard Bredow ·
1976: Hans Rinn / Norbert Hahn ·
1980: Hans Rinn / Norbert Hahn ·
1984: Hans Stanggassinger / Franz Wembacher ·
1988: Jörg Hoffmann / Jochen Pietzsch ·
1992: Stefan Krauße / Jan Behrendt ·
1994: Kurt Brugger / Wilfried Huber ·
1998: Stefan Krauße / Jan Behrendt ·
2002: Patric Leitner / Alexander Resch ·
2006: Andreas Linger / Wolfgang Linger ·
2010: Andreas Linger / Wolfgang Linger ·
2014: Tobias Wendl / Tobias Arlt ·
2018: Tobias Wendl / Tobias Arlt ·
2022: Tobias Wendl / Tobias Arlt